# Férolles-Attilly
Férolles-Attilly is een gemeente in het Franse departement Seine-et-Marne (regio Île-de-France) en telt 1032 inwoners (1999). De plaats maakt deel uit van het arrondissement Melun.

## Geografie
De oppervlakte van Férolles-Attilly bedraagt 12,8 km², de bevolkingsdichtheid is 80,6 inwoners per km².
De onderstaande kaart toont de ligging van Férolles-Attilly met de belangrijkste infrastructuur en aangrenzende gemeenten.

## Demografie
Onderstaande figuur toont het verloop van het inwonertal (bron: INSEE-tellingen).